# Козловський (Ішимбайський район)
Козло́вський (рос. Козловский, башк. Козловский) — присілок у складі Ішимбайського району Башкортостану, Росія. Входить до складу Урман-Бішкадацької сільської ради.
Населення — 4 особи (2010; 7 в 2002).
Національний склад:
- росіяни — 72%